# Sylva Francová

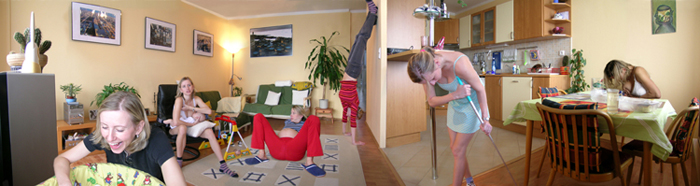
Sylva Francová: Portréty žen, Sestra Jindra 2004

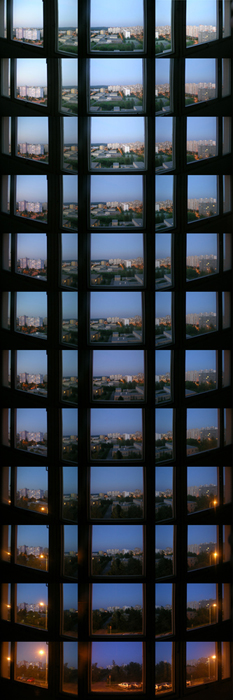
Views, 2006

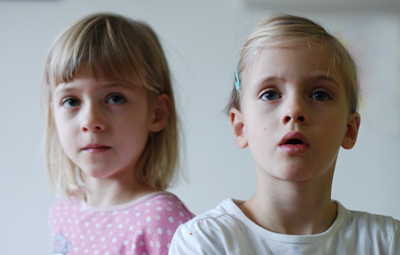
Diváci, 2011

Sylva Francová (* 9. června 1973, Praha) je česká výtvarnice pracující v médiích fotografie, videa a kresby. Její umělecké projekty jsou většinou časosběrnými sondami do různorodých sociálních skupin a prostředí. Více než o objektivní dokument pozorovaného jde ale Sylvě Francové o zviditelnění každodenních, často už nevnímaných, jemných emocí okolí.

## Životopis
Vystudovala Pedagogickou fakultu UK a Akademii výtvarných umění v Praze, kde diplomovala v ateliéru Nových médií Veroniky Bromové. Během studií absolvovala stáže na univerzitách ve Velké Británii a USA. Byla dlouholetou členkou redakční rady a redakční koordinátorkou časopisu Fotograf. Je spoluzakladatelkou občanského sdružení Fotograf 07 o. s. Získala různá ocenění či granty, například Hlávkovu cenu, vítězství v Portfolio Review 2007 v Bratislavě, grant Nadace pro současné umění atd. Své fotografické projekty vystavuje v Čechách i zahraničí. V současné době se intenzivně věnuje především ilustrování knih pro děti. Žije a pracuje v Praze.

### Studium
- 2003 Ohio State University, Columbus, Ohio, USA
- 2001 Univerzita J.E. Purkyně, Ústí nad Labem, ateliér fotografie doc. Pavla Baňky
- 2000 Middlesex University (School of Art, Design and Performing Arts), Londýn, Velká Británie
- 1998–2004 Akademie výtvarných umění (AVU), Praha (MgA.)
- 1995–2001 Univerzita Karlova, Pedagogická fakulta, Praha, obor výtvarná výchova (Mgr.)

## Dílo
Fotografie umožňuje Sylvě Francové otevírat témata výtvarné práce už v jejím bezprostředním okolí. To je možné i díky prostupování hranic času určeného pro práci a pro naše soukromí, jemným přeznačením toho co máme obvykle za podstatné. Při pohledu na její práci od doby od prvních fotografií do současnosti lze vysledovat rozvíjení pozorovací schopnosti, která vede k obsáhlým detailním charakteristikám jednoho tématu.

### Portréty žen
V Portrétech žen svou pozornost zaostřuje a promyšleně nahlíží do soukromí bytů několika žen (příbuzných, kamarádek i sousedů). Obrazy zpracovala autorka tak, že spojením několika fotografií vytvořila širokoúhlý pohled do bytu, který umocňuje náš zájem důkladně prohlédnout nabízenou intimitu. V různých plánech tohoto pozadí se objevují ženy při svých obvyklých denních činnostech. Zmnožením stejné ženy v jednom obrazu klade důraz na vnímání diváka a přináší syntézu všednodennosti bytového života a prostor pro identifikaci diváka s dalšími vzorci chování. Ve své práci využívá postup časosběru.
V souboru Portréty žen se začíná odvíjet její výpověď ještě v prostředí klidu a příprav ženského pokoje. Jejich diváku se naznačuje, že i blízký model může být dostatečnou vzdáleností od všedních zaměstnání, které nám připravuje zvyk. Řada jejích portrétů ale poskytuje i nesamozřejmou účast na místě, kde tento jediný čas uplývá, zahuštěný řadou „drobných“ událostí. Před těmito snímky zjišťujeme, že i pohledem můžeme zkoušet hranice našeho dočasného vlivu na představené proměny pokoje. A nebo můžeme vnímat fotografie jako možnosti našich představ, které se uskutečnili téměř najednou. Ještě v poměrném bezpečí se můžeme projít po pokoji vyvstávajícího z iluzivní plochy fotografie. Žena tu odhaluje tvář téměř tak, jak je zvyklá, jde přece o tvorbu z představy zobrazené ženy. Ovšem toto vypodobení je portrétem celé jednající postavy v jejím „doživotním“ vytváření domova.

Samotné, přímo prosté prodlévání zúčastněných vypovídá i tím, že oslabuje jednoznačné významy. Estetický rámec vybírá v opakování sama portrétovaná, v něm je možné pozorovat situace, ve kterých jakoby byla na čas sama a na chvíli zase s námi. Máme možnost sledovat kam se odpoutáváme, když jsme zrakem ještě přítomní. Detaily přizdobí dlouhého čekání na odpovídající události a když se dostaví pocit vyrušování, sledujeme i prostorové řešení jemných švů dvojrozměrné koláže. Pokud bylo třeba z původních snímků a autentických poznámek udělat dodatečný výběr, pak jako bychom rekonstruovali svět s aktéry portrétů jako každodenní práci nad fotografiemi. Přitom tato jemná mechanika nemusí ženu a její soukromí – snad na rozdíl od nás – tolik rušit. I když všechna „představení“ nemají být podívanou, nemáme se u nich příliš ostýchat. Jako v tomto případě, kdy se vlastní pokoj ženy rozšiřuje až k nám. A i když neuchopíme docela, co znamená být přítomen v obraze, máme možnost to prostřednictvím Portrétů zakusit. Máme možnost vystoupit z bezpečné pozice chráněného pozorovatele snímků právě v prostředí domácího klidu. Paradoxně ve společnosti někoho, kdo ví o naší přítomnosti jen jako o objektivu, je možné udržet původní představu ženy – a to i když chceme naší přítomnost prodloužit a nebo být dokonce přítomní neustále.
Pavel Koziol, 2007

### Další cykly
Princip pozorování blízkého okolí se objevuje už v emotivních momentkách, které složila v narativní pás propojený světelnou atmosférou a odrazy skel. Tyto pásy doplnila o autentické deníkové komentáře (Fotoblogy, 2001–2002).
Při projektu Views (2005–2006) fotografovala pohledy na panelový dům a pohledy z jeho oken ze všech pater v různých časových obdobích. Tento materiál opět složila v jeden celek, který animací rozpohybovala. Její snaha vnést do fotografie pohyb je znát už v cyklu Time in Town (2002–2003), kde ho staticky vyjádřila vrstvením snímků jednoho místa. Později se v její práci objevuje pohyb skutečný v podobě animací. Například v projektu Family talks (2007) vytvořila animaci ze sekvenčního snímání rodinných dialogů. Oproštěním rozhovoru od řeči a rozsekáním plynulého pohybu vyplouvají na povrch jednotlivá gesta a proměňuje se výsledná informace, která se dá číst z obrazu. V Daily stories (2008), podobně jako v Portrétech žen, se nabízí pohled do intimního prostředí bytu v podobě panoramatického snímku, který je rozvíjen podle osové souměrnosti. Jeho obyvatelé v nich setrvávají v nekonečné smyčce ve svých běžných činnostech. Mezi mladší projekty Sylvy Francové patří In Panel (2010), ve kterém způsob sdělení svého tématu zredukovala na fotografii obývacích pokojů panelového domu. Její obrazy fungují jako fotografická sociologická sonda, která přináší vzorek bytového bydlení a otevírá jeho problematiku v celé jeho antropologické i existenciální šíři. Nedogmatickým způsobem, z pohledu ženy, zpracovává téma své bezprostřední blízkosti a veřejnosti průběžně předkládá výsledky svého pozorování.

## Výstavy

### Samostatné výstavy (výběr)
- 2011 		DIVÁCI, Chodovská tvrz, malá galerie, Praha
- 2011		IN PANEL atd., Galerie SAM 83, Česká Bříza
- 2010		IN PANEL, Galerie Fotografic, Praha
- 2010 		BLOX – Instalace v kavárně, Street for Art, Praha
- 2009		„ČASOSBĚRNÉ PROJEKTY”, Galerie VŠUP, Praha (s S. Vondřejcovou)
- 2008		„DAILY STORIES“, Galerie Entrance, Praha
- 2008		„VIEWS“, Galerie Artotéka, Měsíc Fotografie, Bratislava, SR
- 2007		„PORTRÉTY ŽEN“, Dům umění města Opavy, Opava
- 2006		„RODINNÝ DENÍK 2004 – 2006“, NABLÍZKO/Malé Nosticovo divadlo, Praha
- 2005 „PORTRÉTY ŽEN“, Galerie mladých, Brno
- 2003 	„ZMIZELÉ SVĚTY“, galerie Velryba, Praha
- 2002 		„SYLVINKA A VĚRUŠKA“, Galerie C14, Praha (s V. Stuchelovou)
- 2002 		„BAZAR“, Galerie Spejsovna, Praha (s V. Stuchelovou)
- 2001		„UNDERGROUND“, Rock Café, Praha

### Kolektivní výstavy (výběr)
- 2011 	BILLBOARD GALLERY, Street For Art, Praha
- 2010	„AKCE ZET“, Galerie Emila Filly, Ústí nad Labem
  - Formate der Transformation 89 – 09, Sechs Ansichten der neuen tschechischen und slowakischen Identität,
  - MUSA Museum auf Abruf, Vídeň, Rakousko

- 2009 “Soukromá sbírka”/ Formáty – Transformace – Identity/, Dům pánů z Kunštátu, Brno
  - Varšavský Festival Fotografie – “The Identity of the Young Czech Female Photographers”, Varšava, Polsko
  - „Identity“, The Hungarian House of Photography – Mai Manó House, Budapešť, Maďarsko

- 2008 JO 3, Galerie Bazilika / Galerie Solnice, České Budějovice
  - “Daily stories”, Blatenský fotofestival, Blatná
  - “Young Czech Photographers”, Photography Biennale Lyon, Lyon, Francie
  - “Mladé české fotografky”, Galerie Opera, Divadlo Jiřího Myrona, Ostrava
  - “Jeden den v České republice”, Galerie Mánes

- 2007 Festival Měsíc fotografie, Bratislava, Slovenská republika
  - Akademie výtvarných umění, Národní galerie – Veletržní palác
  - „Rodina / Family“, Funkeho Kolín – fotografický festival, Městské divadlo Kolín
  - „Prague Biennale 3, Karlínská hala, Praha

- 2006 „Šestka“ – výstava fotografických škol, Pražský dům fotografie /PHP/
  - „Umění nad městem“, happening a Galerie české kultury, Český Krumlov

- 2004 Výstava AVU, Galerie města Polička
  - „Fresh film festival“, Karlovy Vary
  - Haus am Schuberg, „Festival – sommer schleswig“, Ammersberk, Německo
  - „DIPLOMANTI AVU 2004“, Moderní galerie, Výstaviště, Praha

- 2003 	„Jury show“, Gallery Ohio State University, Columbus, USA
  - Grafika roku 2002, Staroměstská radnice, Praha

- 2002 „Hosté“, Západoslovenské muzeum v Trnavě, Trnava, SR

- 2001 	„Talentinum 2001: mladá fotografie“, České centrum fotografie, Praha
  - „007“, Galerie U Prstenu, Praha
  - Grafika roku 2000, Staroměstská radnice, Praha

- 2000	„CONSUME“, Galerie Middlesex University, Londýn, UK
  - Grafika roku 1999, Staroměstská radnice, Praha
  - Výstava studentů AVU, Mánes, Praha

## Knihy a katalogy
- Varšavský Měsíc fotografie, katalog výstavy, 2009
- Photofestival Krakow – katalog výstavy, kurátorský text pro výstavu Aktualizacia I., 2009

- Měsíc fotografie, Bratislava – katalog výstavy, 2008
- Blatenský fotofestival – ŽENA – katalog výstavy v Blatné, Pavel Štěrba, 2008
- Jeden den České republiky – katalog výstavy, Pavel Radosta, vydal Frey s r.o., Brno, 2008

- Měsíc fotografie, Bratislava – katalog výstavy, Vladimír Birgus: Glocal Girls, 2007
- Akademie výtvarných umění – Veletržní Palace – katalog výstavy, Národní galerie Praha, 2007
- Festival Funkeho Kolín – katalog výstavy, Jolana Havelková, 2007
- „Six / Šest českých škol fotografie“ – katalog výstavy v Pražském Domě fotografie, 2007
- Prague Biennale 3 – katalog výstavy, Vladimír Birgus: Glocal Girls, 2007

## Ocenění a granty
- 2007 Vítězka 8. Portfolio Review, Měsíc fotografie, Bratislava, SR
- 2005 Grant města Brna na výstavu „Portréty žen“ v Galerii Mladých v Brně
- 2004 Ateliérová cena, ateliér MgA. Veroniky Bromové, AVU
- 2004 Nadace pro současné umění – Praha, doplňkový grant
- 2004 Kodak – fotografie roku 2003, speciální ocenění
- 2001 Ateliérová cena, ateliér doc. Jiřího Lindovského, AVU
- 2001 Cena Josefa Hlávky pro nejlepší studenty vysokých škol

### Publikace, články, literatura
- FOTOGRAF (časopis pro fotografii a vizuální kulturu), číslo 9, 2007, Aleš Kuneš: glocal birls na prague bienále 3

- IMAGO, no. 24, léto 2007, Vladimír Birgus: Young Czech Women Photographers /Mladé české fotografky/
- „Česká fotomontáž na přelomu 20. a 21. století“, diplomová práce pro Slezskou Universitu v Opavě, Institut tvůrčí fotografie, Marie Brousilová, 2007
- „Digitální manipulace v současné české fotografii“, diplomová práce na FAMU, Tomáš Ditrich, 2006